# Venezillo watsoni
Venezillo watsoni là một loài chân đều trong họ Armadillidae. Loài này được Van Name miêu tả khoa học năm 1936.